# 関口研神
関口 研神（せきぐち けんしん、本名関口喜六=きろく、1906年11月23日 - 2006年10月28日）は、埼玉県鶴ヶ島市出身の書家。毎日書道会参与会員であった。

## 来歴・人物
- 1979年、『軽鬆土-歌集』を発表
- 1982年、『関口研神近作展 喜寿記念』を発表
- 2006年10月28日、老衰のため他界した。享年99。